# Merionoeda basalis
Merionoeda basalis är en skalbaggsart som beskrevs av Aurivillius 1924. Merionoeda basalis ingår i släktet Merionoeda och familjen långhorningar. Inga underarter finns listade i Catalogue of Life.